# 平山正剛
平山 正剛（ひらやま せいごう、1934年4月15日 - ）は、日本の弁護士、元日本弁護士連合会会長（2006年4月1日 - 2008年3月31日）。一般財団法人防災教育推進協会監事

## 略歴
- 1934年 熊本県菊池市に生まれる。
- 熊本県立菊池高等学校を卒業。
- 早稲田大学第一法学部（現法学部）を卒業。
- 1961年 26歳で司法試験合格。
- 1962年 早稲田大学大学院法学研究科修士課程修了。
- 1964年 司法修習16期修了し東京弁護士会登録。
- 1992年 日本弁護士連合会常務理事。
- 1995年 武蔵野簡裁調停委員。
- 1996年 東京地方裁判所調停委員。
- 1996年 法制審議会民事訴訟法部会委員。
- 1999年 住宅紛争処理検討協議会座長。
- 2000年 住宅紛争処理支援業務運営協議会委員。
- 2000年 東京弁護士会会長。
- 2000年 日本弁護士連合会副会長。
- 2004年 日弁連法務研究財団専務理事。
- 2006年 日本弁護士連合会会長。

## 兼務
- 2000年 東海大学評議員。
- 2002年 自賠責保険・共済紛争処理機構評議員。
- 2002年 早稲田大学監事。

## 日弁連会長選挙
2006年4月1日から日本弁護士連合会会長に就任した（任期2年）。会長選挙では、高山俊吉・久保利英明の両候補を破って当選している。

## トラブル
早稲田大学年金をめぐって、大学理事会に対して独立性が求められる大学監事でありながら、年金減額をめぐる裁判で一時、大学側代理人弁護士をつとめていたこと、また大学年金基金に関する監査責任はないと主張していることについて強い批判を受けている。（出所：早稲田大学の年金を知る会）

## 叙勲
- 2004年 旭日中綬章受章。